# Partidos políticos de Kirguistán
Los partidos políticos de Kirguistán tienen ahora mayor poder político y la libertad para hacer campaña que en cualquier momento anterior en la historia de la nación. Durante el gobierno de Askar Akayevich Akayev, los partidos de oposición se permitión, pero se consideró que, en general, no tenían ninguna posibilidad real de ganar poder. La Revolución de los Tulipanes trajo un auténtico sistema multipartidista a Kirguistán.

## Los Partidos
- Partido Agrario Laborista de Kirguistán
- Partido Agrario de Kirguistán
- Ak Jol
- Partido Adelante Kirguizistán
- Ar-Namys
- Ata-Zhurt
- Partido Socialista Ata-Meken
- Partido de Renovación Nacional Bandera
- Beren
- Partido de los Comunistas de Kirguistán
- Movimiento Democrático de Kirguistán
- Partido Mujeres Democráticas de Kirguistán
- Partido Demócrata y Progresista Erkin de Kirguistán
- Hizb ut-Tahrir
- Partido Justicia
- Movimiento para la Salvación del Pueblo
- Movimiento de Ayuda Mutua
- Partido de Acción Mi País
- Movimiento Democrático Unidad Nacional
- Partido Comunista de Kirguistán
- Partido de los Veteranos de la Guerra en Afganistán
- Partido Campesino
- Partido Popular
- Partido Republicano de Kirguistán
- Partido Respublika de Kirguistán
- Partido Socialdemócrata de Kirguistán
- Partido del Desarrollo y el Progreso
- Unión de Fuerzas Democráticas